# Luciobarbus graellsii

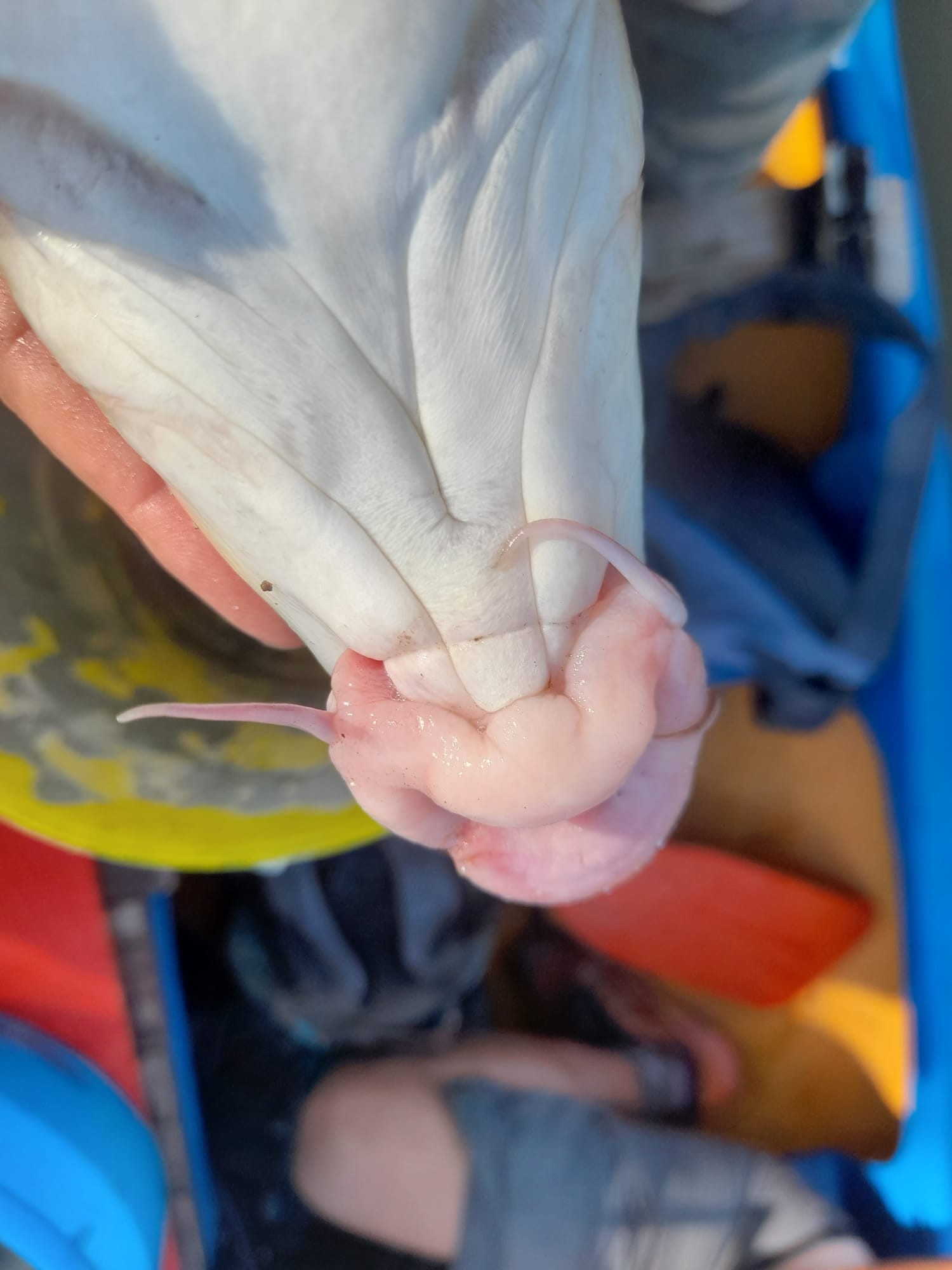
Foto del labbro inferiore in cui è ben visibile l'assenza del lobo mediano

Il barbo dell'Ebro (Luciobarbus graellsii Steindachner, 1866) è un pesce osseo d'acqua dolce appartenente alla famiglia Cyprinidae. In italiano viene chiamato anche barbo di Graells o barbo spagnolo.

## Distribuzione e habitat
È una specie endemica della Spagna nordorientale nel bacino del fiume Ebro e di altri tributari del mar Mediterraneo: Oria, Nervión, Artibai, Oca, Ter e Llobregat nonché nell'Ason che invece sfocia nell'oceano Atlantico.
Una popolazione introdotta è stata inesplicabilmente ritrovata negli anni 90 del XX secolo in Toscana nel fiume Ombrone e, dopo pochi anni, anche nell'Albegna e nel Fiora, sempre in provincia di Grosseto, in tutti e tre questi bacini ha popolazioni abbondanti e ben strutturate tanto da aver soppiantato sia l'autoctono Barbus tyberinus che altre specie di Barbus alloctone nel basso e medio corso dei fiumi. Negli anni 10 del XXI secolo è stato ritrovato anche nel tratto umbro del bacino del Tevere dove sembra essersi insediato con un successo pari a quello dei fiumi toscani.
Si tratta di una specie fluviale amante però di correnti meno vivaci dei Barbus autoctoni dell'Italia, si incontra nei tratti medio collinari e planiziali dei fiumi nelle zone superiore e inferiore dei Ciprinidi. Preferisce zone ricche di vegetazione di sponda con alberi che ombreggiano l'acqua.

## Caratteristiche
L'aspetto generale di questo pesce appare molto simile ai membri del genere Barbus autoctoni dell'Italia anche se ha sagoma leggermente più alta, meno slanciata e più compressa ai lati ma appare immediatamente riconoscibile da questi per le scaglie più grandi e la colorazione argentea uniforme priva di punti o segni scuri. L'aspetto del corpo, per dimensione delle scaglie e colorazione, può sembrare più simile al cavedano che ai barbi autoctoni, tanto che quando è comparso nei fiumi italiani veniva considerato dai pescatori un (impossibile) ibrido tra barbo e cavedano. Il barbo dell'Ebro ha corpo affusolato con testa conica e appuntita. Le labbra sono carnose e presentano due paia di barbigli sul labbro superiore; il barbiglio posteriore è più lungo e raggiunge il bordo posteriore dell'occhio. Come tutti i Luciobarbus manca il lobo mediano, una protuberanza posteriore al centro del labbro inferiore presente nei Barbus. Le scaglie sono molto più grandi che nei Barbus. Il raggio ossificato della pinna dorsale è liscio o ha solo deboli seghettature molto distanziate nei giovanili più piccoli di 15 cm; il bordo posteriore di questa pinna è diritto o appena concavo. Il peritoneo è di colore nero (nei Barbus italiani è di colore grigiastro). Il maschio durante la fregola presenta tubercoli nuziali grandi e in piccolo numero solo sul muso mentre i Barbus ne hanno molti, molto piccoli e disposti su tutta la testa e la parte anteriore del corpo.
La livrea è uniformemente argentata o bronzea più chiara sul ventre, senza la punteggiatura scura tipica dei Barbus, i giovanili possono avere delle macchiette scure sul corpo ma poco definite e in piccolo numero. Le pinne sono uniformemente scure senza disegni o maculature; talvolta nella parte posteriore possono avere una colorazione aranciata.
La taglia può eccezionalmente raggiungere gli 80 cm. Non sono rari comunque individui di 60-70 cm per un peso di 3-4 kg.

## Biologia
Sembra possa vivere fino a 16 anni.

### Alimentazione
Si nutre prevalentemente di invertebrati bentonici e di alghe e altri vegetali acquatici

### Riproduzione
Effettua migrazioni riproduttive verso il tratto alto dei fiumi in cui vive scegliendo per la deposizione aree con corrente veloce e fondale sassoso o roccioso. Raggiunge la maturità sessuale a 4 anni, a una lunghezza di 15-20 cm. Si riproduce più tardi rispetto ai barbi italiani, tra maggio e agosto. Ogni femmina depone fino a 25.000 uova. La crescita dei giovanili è più lento che negli altri barbi.

## Pesca
Non ha importanza per la pesca commerciale mentre è apprezzato dai pescatori sportivi a causa della potenza che esprime nel combattimento. Viene catturato con la tecnica della passata con esche naturali come vermi, larve o impasti anche a base vegetale e talvolta abbocca alle esche artificiali dei pescatori a spinning.

## Conservazione
Si tratta di una specie abbondante sia nell'areale naturale che in quello d'introduzione e per la quale non sono note minacce. La Lista rossa IUCN la classifica come "a rischio minimo".

## Tassonomia
Talvolta considerato una sottospecie o addirittura sinonimo di Luciobarbus bocagei come ad esempio in Porcellotti, 2005.

## Galleria d'immagini

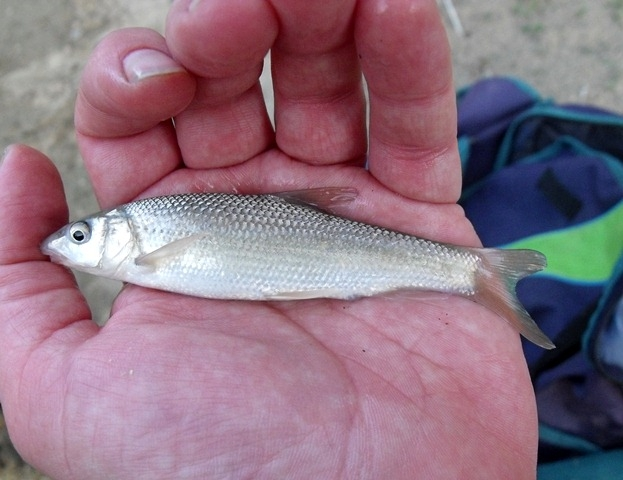
Esemplare giovanile
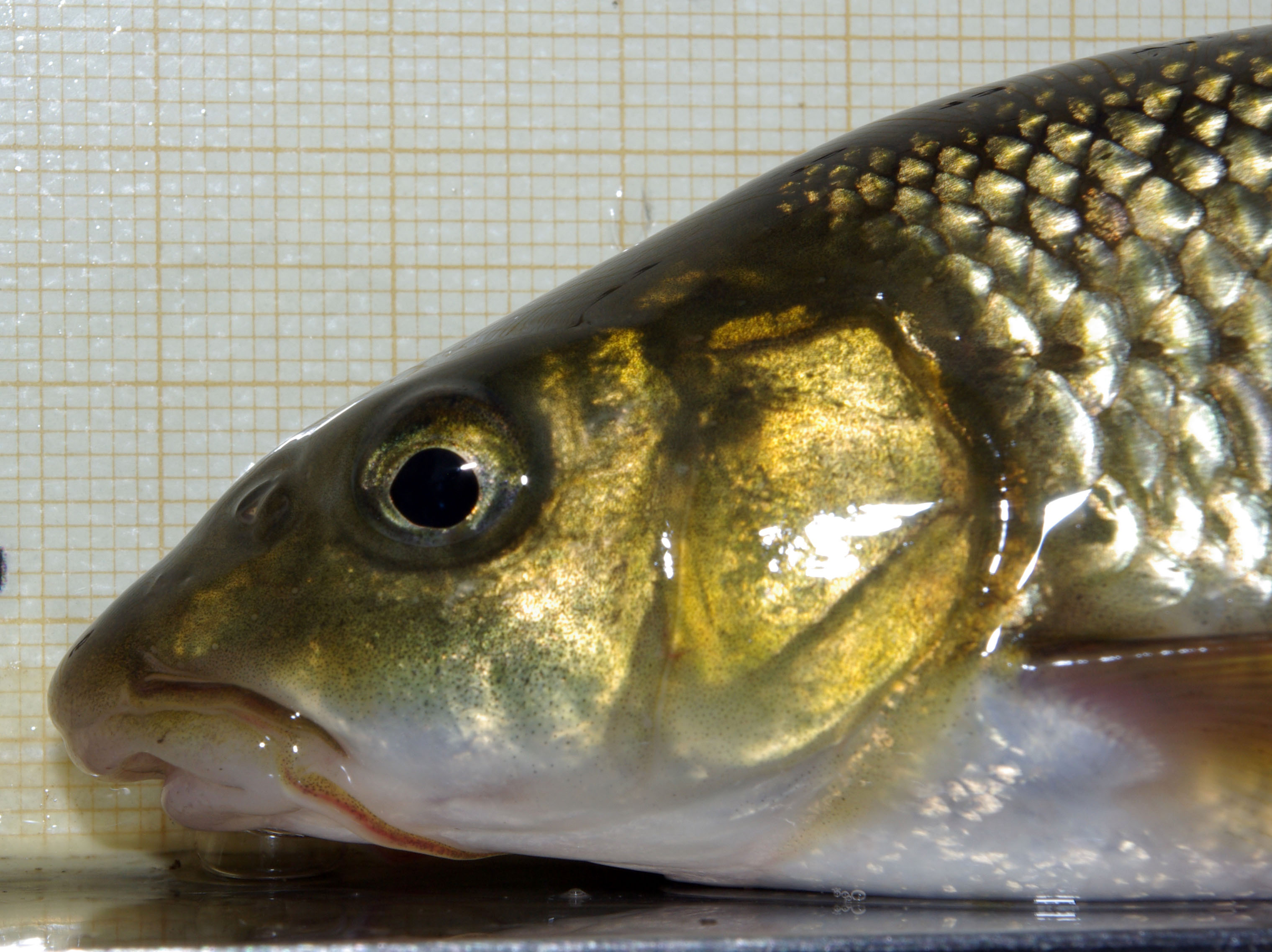
Particolare della testa
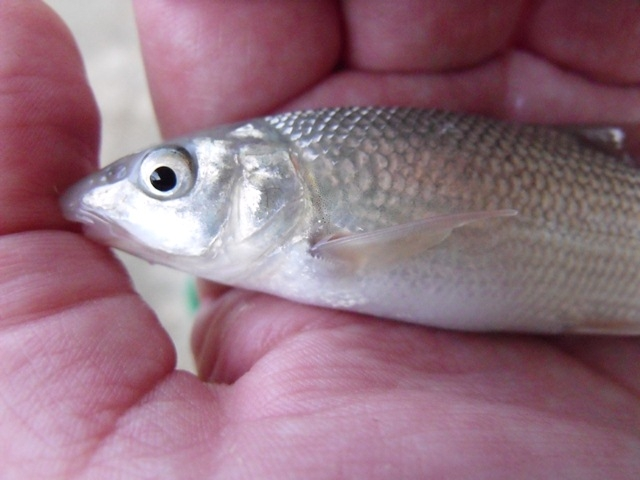
Particolare della testa di un giovane esemplare